# Hugo Bolin
Axel Hugo Bolin, född 24 juli 2003 är en svensk fotbollsspelare (mittfältare) som spelar för Malmö FF i Allsvenskan.

## Klubblagskarriär
Hugo Bolins moderklubb är Sjömarkens IF, en klubb hemmahörande strax utanför Borås. Han blev i ung ålder uppmärksammad för sin fotbollstalang och tränade som 10-14-åring med engelska storklubben Chelsea flera gånger per år. Som 15-åring A-lagsdebuterade Bolin för Sjömarkens IF:s samarbetsklubb Sandareds IF i Division 4.

### Malmö FF
Efter att ha varit en eftertraktad spelare i många år valde Bolin som 16-åring att lämna moderklubben för spel med Malmö FF. En flytt som bland annat innebar att han nobbade intilliggande IF Elfsborg. Klubbytet ledde till beslutet att hela hans familj valde att lämna Västergötland och flytta ner till Skåne till dess att Bolin tagit studenten.
Under debutsäsongen i Malmö FF var Bolin med och vann P16-SM 2019. Då han var sen in i puberteten – som 15-åring mätte han inte mer än 160 centimeter – kom Bolin under P16- och P17-tiden främst att spela med ett år yngre lagkamrater.
Den 22 februari 2021 fick en 17-årig Bolin A-lagsdebutera då han spelade från start i träningsmatchen mot Trelleborgs FF. Debuten följdes av en poängrik säsong i P19-Allsvenskan och spel i Uefa Youth League. Mot slutet av året fick Bolin också tävlingsdebutera för Malmö FF, då han stod för ett inhopp i 5-1-segern mot Onsala BK i Svenska Cupen den 13 oktober 2021.
Inför säsongen 2022 skrev Bolin på sitt första A-lagsavtal med Malmö FF då han tillsammans med August Karlin, Melker Widell och Samuel Burakovsky lyftes upp i seniortruppen. Kontraktet sträckte sig tre år framåt.

### BK Olympic
Direkt efter att Bolin och övriga tre lyfts upp i A-laget lånades de ut till Malmö FF:s nya samarbetsklubb BK Olympic, nykomling i Ettan Södra. Utlåningen blev en succé för Bolin, som direkt blev ordinarie. När säsongen 2022 summerades hade han mäktat med 8 mål på 29 matcher när BK Olympic tog en meriterande sjätteplats.

### Malmö FF
Väl tillbaka i Malmö FF var Hugo Bolin tydlig med att han säsongen 2023 siktade på sitt genombrott i klubben – med en allsvensk debut. Efter succén i Ettan Södra fick Bolin också omedelbart chansen av den nya Malmö FF-tränaren Henrik Rydström. I cuppremiären mot Skövde AIK den 19 februari 2023 byttes Bolin i halvtid. Bara dagar senare skrev han på ett nytt fyraårskontrakt med klubben.
Inhoppet mot Skövde AIK följdes av speltid i samtliga matcher i Svenska Cupen, när Malmö FF åkte ut i kvartsfinalen mot Djurgårdens IF. Den 30 april 2023 fick Bolin också debutera i Allsvenskan, då han hoppade in på stopptid i 4-2-segern mot Hammarby IF. Under fortsättningen på våren blev det knapert med speltid men en dryg månad senare, den 5 juni 2023, fick han för första gången starta en allsvensk match. I 5-0-segern mot Degerfors IF fanns Bolin för första gången med i startelvan och tackade för förtroendet genom att göra assist direkt.

### Degerfors IF
Efter att ha fått magert med speltid i Malmö FF – och enbart startat i två allsvenska matcher under säsongens första halva – lånades Bolin i augusti 2023 ut till allsvenska konkurrenten Degerfors IF. Bara dagar därpå, den 27 augusti 2023, debuterade Bolin för Degerfors IF då han fanns med från start i 1-4-förlusten mot Djurgårdens IF.

## Landslagskarriär
Hugo Bolin har representerat Sveriges U17-landslag.
Landslagsdebuten skedde i en Future Team-turnering – landslaget för spelare med senare fysisk utveckling – mot Belgien den 16 april 2019. P16-landslaget förlorade då med 1-3 i en match där Bolin hoppade in i den 56:e minuten.
Sommaren 2023 blev Bolin uttagen till P20-landslagets vänskapsmatch mot Liechtenstein men tvingades då lämna återbud.
Han debuterade för A-landslaget i en match mot Estland den 15 oktober 2024. Bolin byttes då in i den 83:e minuten.

## Statistik
| Klubb              | Säsong             | Liga               | Liga    | Liga | Nationell cup | Nationell cup | Internationell cup | Internationell cup | Övrigt  | Övrigt | Totalt  | Totalt |
| Klubb              | Säsong             | Division           | Matcher | Mål  | Matcher       | Mål           | Matcher            | Mål                | Matcher | Mål    | Matcher | Mål    |
| ------------------ | ------------------ | ------------------ | ------- | ---- | ------------- | ------------- | ------------------ | ------------------ | ------- | ------ | ------- | ------ |
| Malmö FF           | 2021               | Allsvenskan        | 0       | 0    | 1             | 0             | 0                  | 0                  | -       | -      | 1       | 0      |
| Malmö FF           | 2022               | Allsvenskan        | 0       | 0    | 0             | 0             | 0                  | 0                  | -       | -      | 0       | 0      |
| Malmö FF           | 2023               | Allsvenskan        | 7       | 0    | 4             | 0             | -                  | -                  | -       | -      | 11      | 0      |
| Malmö FF           | 2024               | Allsvenskan        | 0       | 0    | 1             | 0             | -                  | -                  | -       | -      | 1       | 0      |
| Malmö FF           | Totalt             | Totalt             | 7       | 0    | 6             | 0             | 0                  | 0                  | 0       | 0      | 13      | 0      |
| BK Olympic (lån)   | 2022               | Ettan Södra        | 29      | 8    | 0             | 0             | -                  | -                  | -       | -      | 29      | 8      |
| Degerfors IF (lån) | 2023               | Allsvenskan        | 9       | 1    | 0             | 0             | -                  | -                  | -       | -      | 9       | 1      |
| Totalt i karriären | Totalt i karriären | Totalt i karriären | 45      | 9    | 6             | 0             | 0                  | 0                  | 0       | 0      | 51      | 9      |

## Personligt
Hugo Bolin växte upp som supporter till Chelsea och hade Eden Hazard som favoritspelare i barnsben. Hans närmsta vän under de sena tonåren var klubbkompisen Hugo Larsson.